# Люк Лонглі
Люсьєн Джеймс Лонглі (англ. Lucien James Longley, нар. 19 січня 1969, Мельбурн, Австралія) — австралійський професіональний баскетболіст, що грав на позиції центрового за декілька команд НБА. Гравець національної збірної Австралії, у складі якої був учасником Олімпійських ігор. Триразовий чемпіон НБА.

## Ігрова кар'єра
Професійну кар'єру розпочав 1986 року на батьківщині виступами за команду «Перт Вайлдкетс», де провів менше сезону. Навчаючись у коледжі в Австралії, його запросили на спортивну стипендію до Університету Нью-Мексико. Там він виступав за університетську команду Лобос (1987–1991). 
1991 року був обраний у першому раунді драфту НБА під загальним 7-м номером командою «Міннесота Тімбервулвз». Захищав кольори команди з Міннесоти протягом наступних 3 сезонів.
З 1994 по 1998 рік грав у складі «Чикаго Буллз», куди був обміняний на Стейсі Кінга. У складі «Чикаго» грав у стартовому складі та тричі ставав чемпіоном НБА, виступаючи пліч-о-пліч з такими гравцями як Майкл Джордан, Скотті Піппен, Тоні Кукоч, Денніс Родман та Стів Керр.
1998 року перейшов до «Фінікс Санз», у складі якої провів наступні 2 сезони своєї кар'єри.
Останньою ж командою в кар'єрі гравця стала «Нью-Йорк Нікс», до складу якої він приєднався 2000 року і за яку відіграв один сезон.

## Виступи за збірну
Дебютував за національну збірну Австралії 1988 року. У її складі був учасником Олімпійських ігор 1988, 1992 та 2000 років, а також чемпіонату світу 1990.